# Pino Carlino
Giuseppe (Pino) Carlino (29 juni 1950) is een Belgisch voormalig syndicalist.

## Levensloop
Carlino is geboren in Sicilië en kwam in 1953 als driejarige naar België. Hij werd in 1996 voorzitter van het Waals ACV in opvolging van François Cammarata, een functie die hij uitoefende tot 1997. Hij werd in deze hoedanigheid opgevolgd door Claude Rolin. Vervolgens werd Carlino nationaal secretaris van deze vakbond, in opvolging van Willy Thys. In 2005 werd hij op non-actief gezet. Hij werd nadien politicus voor Ecolo.